# Mørkets melodi
Mørkets melodi (originaltitel Play Misty for Me) er en psykologisk thriller fra 1971 instrueret af Clint Eastwood i hans debut som filminstruktør. Han spiller selv hovedrollen. Derudover medvirker Jessica Walter og Donna Mills. Musikken blev komponeret af Dee Barton. I filmen spiller Eastwood radiovært, der bliver stalket af en besat kvindelig fan.

## Handling
David "Dave" Garver (Eastwood), er en radiovært, som stadig bliver opfordret til at spille den samme melodi ("Misty") af en kvindelig lytter. Han kommer efterhånden i kontakt med kvinden, og bliver herefter indviklet i en psykopats vanvittige virkelighed.

## Medvirkende
- Clint Eastwood som Dave Garver
- Jessica Walter som Evelyn Draper
- Donna Mills som Tobie Williams
- John Larch som Sgt. McCallum
- Jack Ging som Frank
- Irene Hervey som Madge
- James McEachin som Al Monte
- Clarice Taylor som Birdie
- Don Siegel som Murphy (som Donald Siegel)

## Modtagelse
Filmen var en finansiel succes og indspillede for 10,6 mod et budget på kun $725.000. I indspillede $5.413.000 i hjemlandet.
Den fik positive anmeldelser og har 83% "fresh" på siden Rotten Tomatoes.
Jessica Walter blev nomineret til en Golden Globe Award i 1972 for Best Actress - Drama, men tabte til Jane Fonda i filen Klute.

## Eksterne Henvisninger
- Mørkets melodi på Internet Movie Database (engelsk)
- Mørkets melodi på Filmdatabasen
- Mørkets melodi på Scope
- Mørkets melodi i Svensk Filmdatabas (svensk)
- Mørkets melodi på AlloCiné (fransk)
- Mørkets melodi på MovieMeter (nederlandsk)
- Mørkets melodi på AllMovie (engelsk)
- Mørkets melodi hos American Film Institute (engelsk)
- Mørkets melodi på Turner Classic Movies (engelsk)
- Mørkets melodi på The Movie Database (engelsk)